# فيليكس بينيا
فيليكس بينيا هو لاعب كرة قاعدة دومينيكاني، ولد في 25 فبراير 1990 في سان بيدرو دي ماكوريس في جمهورية الدومينيكان.

## وصلات خارجية
- فيليكس بينيا على موقع دوري كرة القاعدة الرئيسي (الإنجليزية)
- فيليكس بينيا على موقع دوري كوريا الجنوبية لكرة القاعدة (الإنجليزية)
- فيليكس بينيا على موقعبيزبول رفرنس.كوم (الدوري الرئيسي) (الإنجليزية)
- فيليكس بينيا على موقعبيزبول رفرنس.كوم (الدوري الثانوي) (الإنجليزية)
- فيليكس بينيا على موقع إي إس بي إن.كوم (أم.أل.بي) (الإنجليزية)
- فيليكس بينيا على موقع مشجعي الرسوم البيانية (الإنجليزية)